# Igreja de São Mateus da Calheta

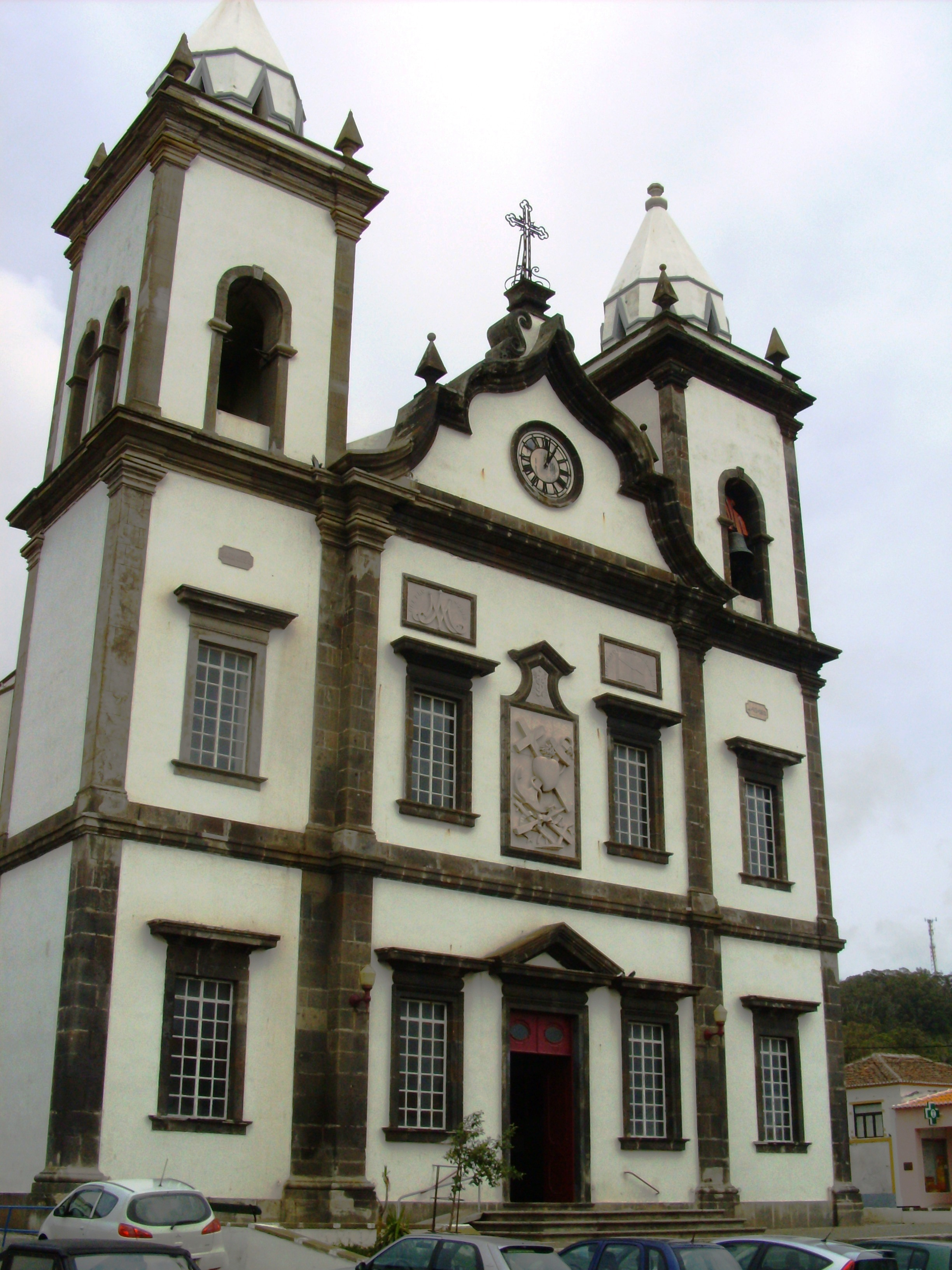
Igreja de São Mateus da Calheta: fachada.

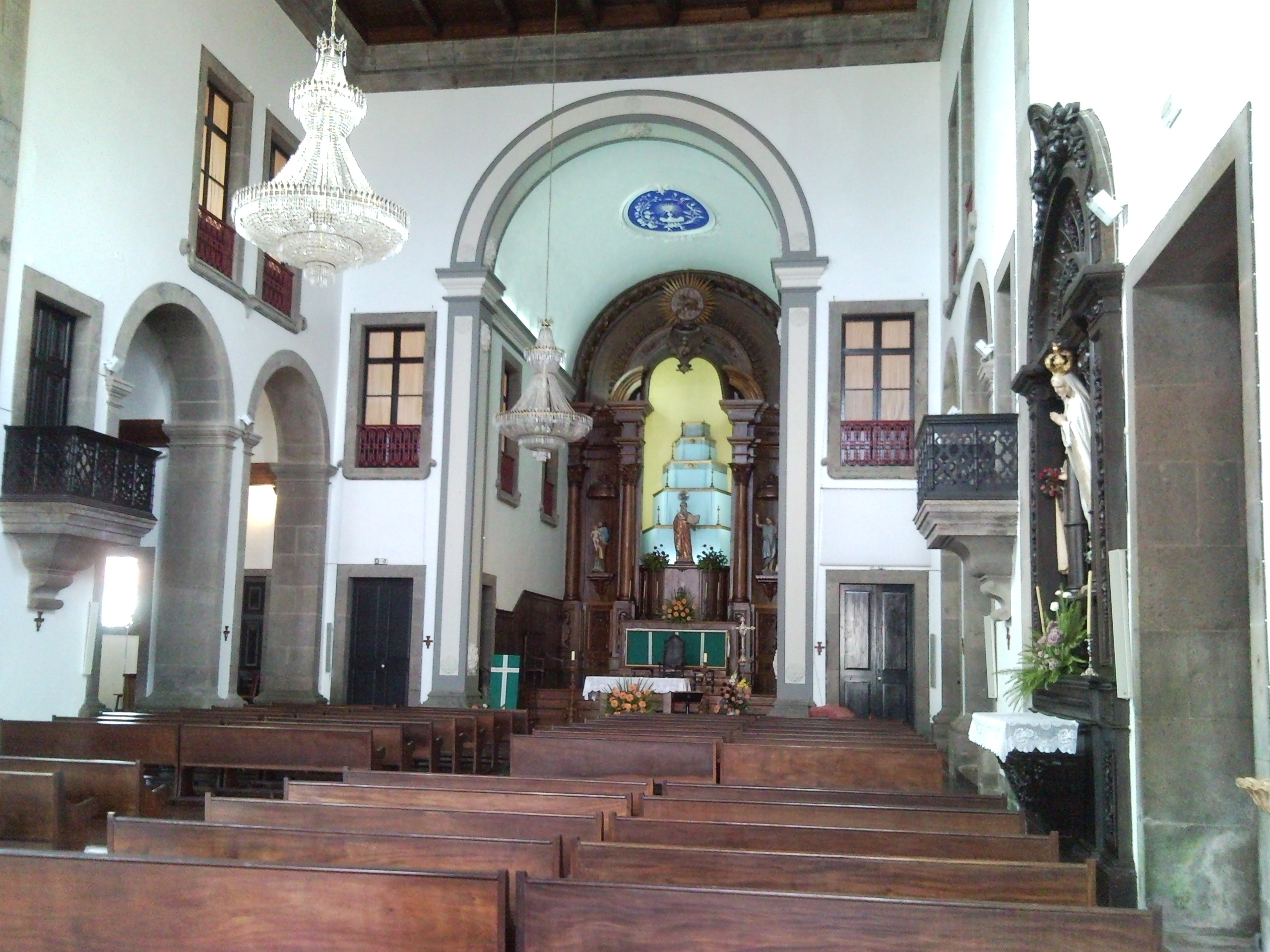
Interior da Ilha de São Mateus, freguesia de São Mateus da Calheta, ilha Terceira, Açores.jpg.

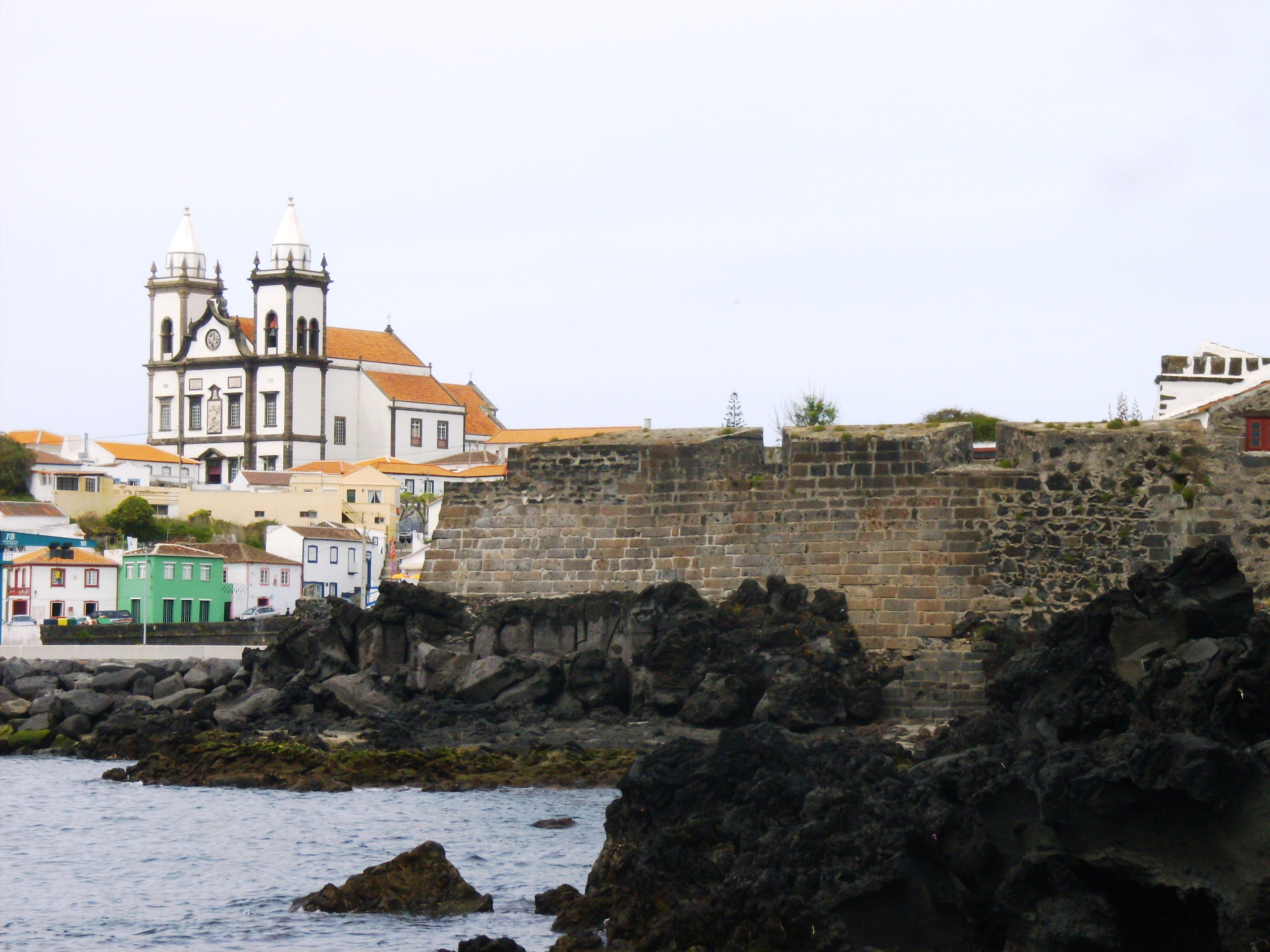
Igreja de São Mateus da Calheta: panorâmica.

A Igreja de São Mateus da Calheta localiza-se na freguesia de São Mateus da Calheta, concelho de Angra do Heroísmo, Ilha Terceira, nos Açores.

## História
Após a destruição da Igreja Velha de São Mateus da Calheta pelo furacão de 1893, um novo templo foi erguido de raiz pela comunidade.
A primeira pedra da nova igreja paroquial foi lançada solenemente a 21 de Setembro de 1895 em um terreno doado por uma benfeitora, situado no coração do povoado, longe do mar e com fácil acesso a partir de toda a freguesia. O projeto foi de autoria de António Baía Paixão, funcionário das Obras Públicas de Angra, com o auxílio do padre Manuel Maria da Costa.
A obra era de vulto à época, já que, com 820 m² de área coberta, é o maior templo rural da Terceira e um dos maiores dos Açores. Por essa razão, não faltaram críticas à iniciativa dos seus promotores, críticas essas que se prolongaram por todo o período da construção e mesmo depois. Como exemplo, no periódico O Tempo, de Angra do Heroísmo, um artigo assinado por Gil Vaz louva a beleza da freguesia, mas afirma:
"A desmanchar a beleza da paisagem, um monstro de pedra ergue-se, colossal e preguiçoso, de entre a brancura de uma aldeia que se debruça no azul de uma calheta. É a nova igreja de S. Mateus. Aquele templo disforme e arrogante dá-me a impressão de um insulto às pequenas casinhas que o circundam, às classes trabalhadoras que as habitam.".
A mesma opinião é manifestada por Raul Brandão que em sua obra "Ilhas Desconhecidas" estranha o contraste entre a opulência da igreja e a pobreza da comunidade.
A igreja apenas ficou concluída em 1911, após um trágico acidente de trabalho ter custado a vida ao mestre que dirigia as obras. Para o custeio das obras, apesar de um subsídio de 1:000$000 réis concedido pelo Governo, foram necessários muitos peditórios entre a comunidade para se conseguir levantar os fundos necessários.
A mudança para o novo templo foi feita no Domingo do Bodo (Domingo de Pentecostes), em 4 de Junho de 1911, tendo a bênção solene sido feita pelo cónego António Maria Ferreira, protonotário apostólico "ad instar", ao tempo vigário capitular "sede vacante", já que à época, a dificuldade de relações entre o jovem regime republicano português e a Santa Sé não permitia a nomeação de bispos.
O custo da obra foi de 46:295$277 réis insulanos, estando quase toda paga à época. Os sinos só foram adquiridos em 1922, ano que a obra ficou verdadeiramente concluída.

## Características
Dotada de sete altares, para adorná-la, foram empregadas imagens bastante mais antigas, como é o caso de uma de São Mateus que recua ao século XVI e outra da Virgem Maria que remonta ao século XVII, esta de autoria da Mestres da Sé de Angra.
O novo templo apresenta-se grandioso e imponente, com duas torres sineiras muito altas, que se avistam a grande distância quer do mar, quer de diversos pontos ao longo do Sudoeste da ilha, nomeadamente do Monte Brasil, da Baía de Villa Maria, do Miradouro das Veredas e outros.